# Javier Saviola
Javier Pedro Saviola, född 11 december 1981  i Buenos Aires,  Argentina, är en argentinsk fotbollstränare och före detta fotbollsspelare.
Argentina vann i finalen av U20-världsmästerskapet i fotboll 2001 med 3-0 mot Ghana. Saviola gjorde flest mål i turneringen och han utnämndes till tävlingens bästa spelare.
Saviola gjorde debut för River Plate som 16-åring. Han vann ligan med River Plate 1999 och 2000, dessutom blev han utsedd till Sydamerikas bästa fotbollsspelare 1999 som 18-åring. År 2001 värvades han av Barcelona som 19-åring. Efter att Frank Rijkaard tagit över blev Saviola utlånad först till AS Monaco 2004 och sedan till Sevilla 2005. Han har numera även blivit spansk medborgare (han har dubbelt medborgarskap) och räknas således inte längre som icke-europeisk spelare. Sommaren 2007 värvades han gratis från Barcelona av Real Madrid. År 2009 skrev han på för Benfica för cirka 5 miljoner euro, det motsvarar cirka 50 miljoner svenska kronor.
Den 30 juni 2015 meddelade River Plate att Saviola återvände till klubben. Han lämnade redan i januari 2016 och utsågs därefter till rollen som assisterande tränare för FC Ordino i andorranska Primera Divisió.